# Franz Joseph Fröhlich
Franz Joseph Fröhlich (Würzburg, 1780-1862) fou un compositor i musicòleg alemany.
Simultaniejà els estudis musicals amb els universitaris; el 1801 entrà en la capella del príncep i després fundà una societat coral i instrumental d'estudiants que assolí extraordinari desenvolupament i arribà a ser reconegut oficialment, sent l'origen de l'Escola Reial de Música. Froelich dirigí aquest establiment fins al 1858 i fou, a més, professor de pedagogia i d'estètica i director de música de la Universitat.
Va compondre:
- diverses Misses;
- un Rèquiem;
- Simfonies;
- l'òpera Scipio;
- sonates i cors.

A més col·laborà en diverses publicacions i va escriure algunes obres didàctiques, sent la principal Musiklehre mit Anweisungen fürs Spiel aller gebräuchlichen Instrumente.